# 馬龍 (漫畫家)

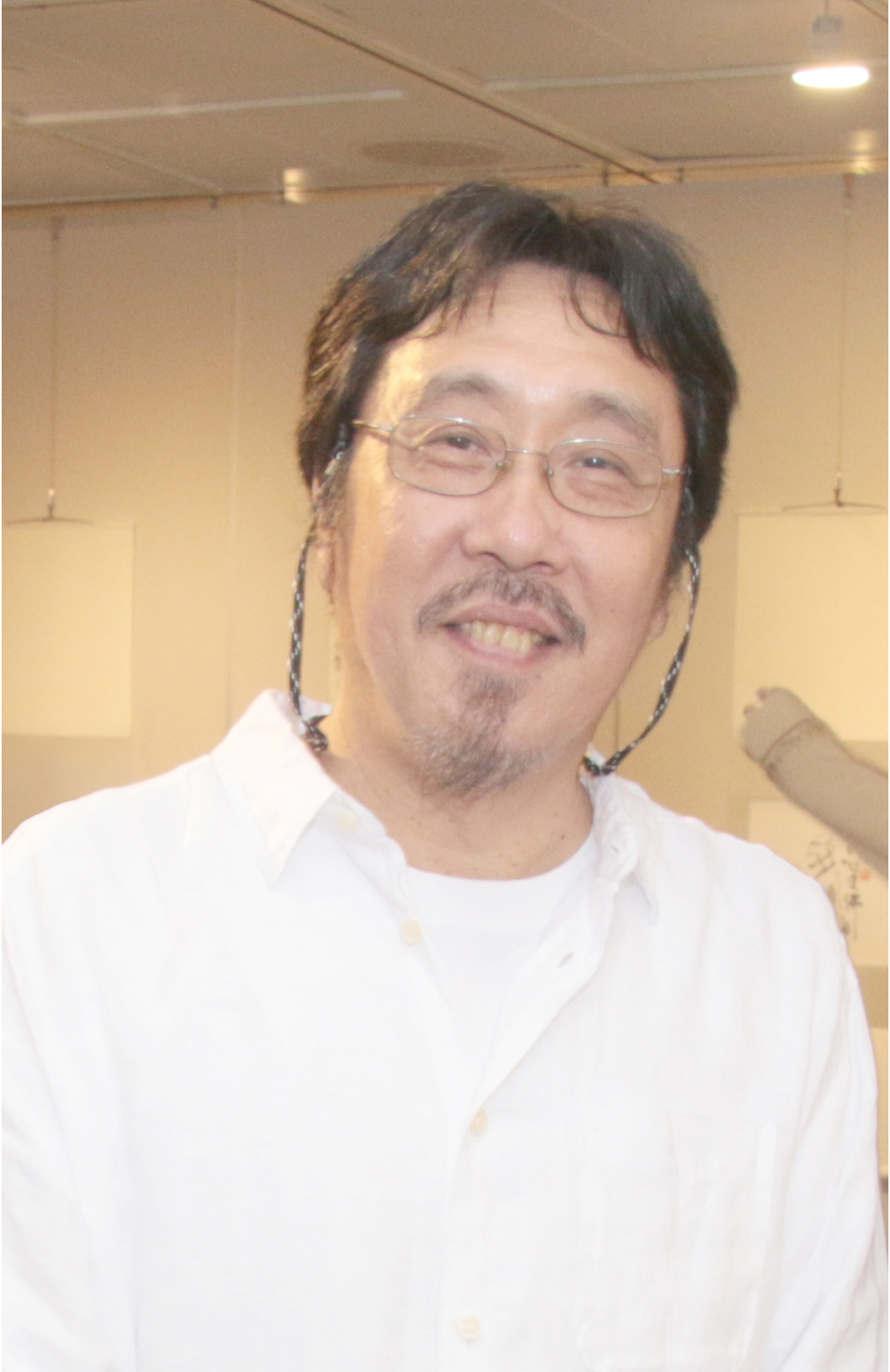

馬星原，是香港漫畫家，繪畫漫畫逾四十年。其創作的《白貓黑貓》兒童益智圖書系列，獲得多項書獎及獲邀參加世界各地書展。《白貓黑貓》動漫人物「Ｑ小子」入選代表香港動漫，其立體雕塑樹立於九龍公園和灣仔海濱長廊。
水墨漫畫《智者日常》獲得香港出版雙年獎。
2015年開始，於香港及外地舉辦多次水墨畫個展，以中國水墨渲染技巧加漫畫線條，畫風自成一格。
2025年3月，其著名作品《桃花源》系列更獲得日本NPO國際書畫交流展「金獎」，並於同年5月獲邀在平湖博物館展出。
自1984年始以馬星原為筆名，在報章上繪畫漫畫。曾在報章及雜誌歷任美術及創作總監等職，作品先後刊登於《百姓半月刊》、《中報》、《明報「荒謬版」》、《新報》、《星島日報》。創作範圍包括時事漫畫﹑歷史漫畫﹑傳記漫畫﹑幽默生活漫畫及兒童益智漫畫等。偕作家方舒眉創作《白貓黑貓》，動漫人物Ｑ小子的立體塑像樹立於九龍公園和灣仔金紫荊海傍。
曾師從關應良學習國畫與書法，截至2024年已六次舉辦個人展覽。

## 簡介
馬龍籍貫廣東東莞，與明末抗清名將袁崇煥屬同一宗族。
1973年，第一次給報章投稿，其後輾轉在幾間報館工作過，從而拓展了自己漫畫的範圍，種類有笑話、幽默漫畫等。
1983年，與尊子、莫樺、一木、和楊維邦創立「香港漫畫研究社」，舉辦多個漫畫展覽、漫畫活動，及與中國漫畫家交流的活動。
2004年，馬龍偕方舒眉合組出版社創作自家品牌《白貓黑貓》，轉身投入兒童益智漫畫。
2012年，其創作的角色白貓Q小子獲香港動漫畫聯會選中製作成雕塑，與其他23位本土漫畫角色的雕塑一同於九龍公園的香港漫畫星光大道展出。同年，因著《白貓黑貓》的成功，明報特意訪問了馬、方二人。
2014年，馬龍受到《星島教育》「中文教材」版的邀請，逢周一至五，新增「漫畫十二範文」欄目，以漫畫故事形式，重現十二篇文言範文的內容和意境。同年，馬龍參加了由上海中外文化藝術交流協會（上海聞道園）舉辦的玄奘之會書畫展。其與方舒眉共同合作的刊物《白貓黑貓》、《傻貓神探》亦為星島日報所報導。
2015年，馬龍在香港大會堂高座舉辦首次水墨畫展，為星島日報所報導，華府郵報（The Washington Chinese Post）亦有相關報導。同年（2015年）與方舒眉合著《趣味學古文》，短短一年之內已印刷第六版，並成為年度暢銷書。
2016年，以「馬星原」之名編繪的《智者日常》又得到星島日報報導。同年年底，馬、方二人一同獲得大紀元時報訪問，分享其人生歷程、價值觀等等。
2017年，馬龍在佛光緣美術館舉辦禪意日常水墨畫展。同年，馬龍受邀請參加書展舉辦的「繪畫香港情」講座，與著名畫家李志清一同接受訪問，訴說繪畫多年的心路歷程。7月，馬龍獲邀加入香港視覺藝術協會，並在協會舉辦的《春夏頓漸》——香港視覺藝術協會第四十三屆年度展覽中展出《達摩渡江》及《達摩面壁》兩幅水墨畫。
2018年5月，於商務印書館舉行第三次個人水墨畫展《攬古浮光》。同年9月將應邀往佛光緣美術館澳洲悉尼南天寺舉辦畫展。
此外，2018年5月，方、馬二人出任十三輯「輕描淡寫 畫出彩虹」節目主持；同年年底，二人獲網媒「城寨」訪問，於其節目《在香港長大》進行訪談。
2019年起擔任語常會推廣中文計劃「趣味漫畫寫故事」及「創意圖文工作坊」的畫家導師。
2024年，與李莉娟舉辦聯名畫展《紀念弘一法師出家一百零五周年——李莉娟馬星原書畫聯展》。同年於香港大會堂舉辦畫展《水墨逍遙》。
2025年3月，其著名作品《桃花源》系列更獲得日本NPO國際書畫交流展「金獎」，並於同年5月獲邀在平湖博物館展出。

## 家庭
馬龍的弟弟袁周泰也是政治漫畫家，筆名一木，現居美國紐約，1992年畢業於香港中文大學新亞書院新聞系，曾長期在《信報》發表時事漫畫，2016年因練乙錚專欄被中止而離開《信報》。

## 作品

### 水墨畫
- 見山只是山    96 cm×177 cm
- 寒山問拾得    39 cm×39 cm
- 鎮州蘿蔔      39 cm×39 cm
- 達摩渡江      143 cm×25 cm
- 十八羅漢系列  30 cm×30 cm

### 白貓黑貓系列
- 數碼西遊（1-70期）
- 中國歷史大冒險（1-13期）
- 爆笑六格彈（1-92	期）
- 白貓黑貓漫畫月刊（1-248期）